# Пересєкіно (Нижньогородська область)
Пересєкіно (рос. Пересекино) — село в Большеболдинському районі Нижньогородської області Російської Федерації.
Населення становить 66 осіб. Входить до складу муніципального утворення Молчановська сільрада.

## Історія
Від 2009 року входить до складу муніципального утворення Молчановська сільрада.

## Населення
| 1999 | 2002 | 2010 |
| ---- | ---- | ---- |
| 142  | ↘115 | ↘66  |